# Treicy Etiennar
Treicy Etiennar, née le 27 octobre 1993, est une judokate française évoluant dans le club de judo de Pontault-Combault.

## Palmarès
- 2012 : championne d'Europe junior (U20) - catégorie - de 57 kg
- 2012 : vice-championne de France (U20) - catégorie - de 57 kg
- 2009 : championne de France (U17) - catégorie - de 52 kg

## Sources
- Fédération française de Judo
- Ressources relatives au sport :   - Alljudo
  - Fédération internationale de judo
  - JudoInside